# Narciso de Jerusalén
Narciso fue un obispo y confesor de Jerusalén. Según Eusebio de Cesarea fue elegido obispo muy anciano cuando tenía 80 años (hacia el año 180), y se dice que vivió hasta los ciento dieciséis años. De ser cierto, sería la última persona en morir nacida en el siglo I. Su festividad se conmemora el 29 de octubre.
Uno de los milagros que se le atribuyen es haber convertido el agua en aceite una víspera de pascuas para que los diáconos pudieran encender las lámparas.
Se cuenta que fue acusado por tres malos cristianos que le calumniaron, afirmando cada uno que, si la acusación fuese falsa, uno se dejaría quemar, el otro sufriría enfermedad y, el tercero, perdería la vista. 
El santo en lugar de defenderse se retiró al desierto. Entonces, Dios castigó a dos de los acusadores según las afirmaciones que habían hecho, muriendo los dos primeros y el tercero, reconoció su falta, quedando ciego de tantas lágrimas que derramó. Tras esto, San Narciso regresó a su sede. Tenía entonces 110 años, y como se sentía muy anciano nombró a San Alejandro como coadjutor de la sede.  